# Rubus setosus
Rubus setosus är en rosväxtart som beskrevs av Jacob Bigelow. Rubus setosus ingår i släktet rubusar, och familjen rosväxter. Inga underarter finns listade i Catalogue of Life.